# ちいさな恋のものがたり
『ちいさな恋のものがたり』  は、2008年4月19日に公開された日本映画。キャッチコピーは「東京・渋谷発 青春群像ストーリー」

## あらすじ
一本の映画という形式をとりながら、実質的には8人についての8本のオムニバス映画のような作りになっている。それぞれの若者について、子供の頃の夢を達成することの難しさを描いた渋谷を舞台にした青春ドラマ。
前半の随所に交差点が現れ、それぞれの若者たちの人生が重なり合う。
小笠原有希は母親を亡くしたことをきっかけに、1枚の写真だけを頼りに父親を探しに上京するが、東京駅の前で現金40万円と父親の写真を落としてしまう。それを拾うのが、女子高生の清花。一方、有希は当面の生活費捻出ために清掃会社でアルバイトを始める。同じ職場には、バンドデビューを目指している「ロンドンファイブ」のボーカル谷良太がいる。彼を通して有希は、そのバンド仲間の美沙と知り合う。また美沙を通して知り合った元ギタリストの“音楽関係の社会人”山口修の仕事を手伝うことになる。その頃、清花は友達カズキとともに写真から探り当てたのがバー・アビーロードを訪ねる。またそこには渋谷で組を構える金澤も訪れる。

## キャスト
- 小笠原有希 （主人公）- 小野真弓
- 山口修 - （元ロンドンファイブギタリスト）田中幸太朗
- 美沙 - （現ロンドンファイブギタリスト）宮地真緒
- 谷良太 - （現ロンドンファイブボーカル）波岡一喜
- 清花 - （女子高生）江澤璃菜
- カズキ - （清花の友人）伊藤庸介
- 橘光 - 鹿谷弥生
- バー『アビーロード』の女主人 - 三原じゅん子

## スタッフ
- 原案：萩原将司
- 脚本・監督：萩原将司
- プロデューサー：松家健
- 助監督：塚本敬
- 撮影：西垣文順
- 照明：小原澤学
- 録音：江坂強志
- 装飾：藤井悦男

## GyaOとのコラボレーション
劇場公開直前の4月17日（木）正午より、GyaO初の人数無制限のオンライン先行公開（全編放送）が48時間限定で行われた。GyaOでは以前にも、複数の配給会社とのコラボレーションにより、人数限定でのブロードバンド試写会などはあった。また、2008年12月19日にはShowTimeにて有料配信（期間限定）が開始された。

## サウンドトラックCD
主題歌
- 『星空星子』（かりゆし58）

挿入歌
- 『GATE TO THE DAWN』（Saigenji）
- 『君を忘れない』（キマグレン）
- 『捧ぐ』（KGM）
- 『浄土』（CICCAROLL）
- 『たとえば黄色い月の夜』（AKANE(とむ&じぇりー)）
- 『下弦の月』（Gift.）
- 『記憶喪失』（Mille Face）